# Sinaloazaunkönig
Der Sinaloazaunkönig (Thryophilus sinaloa) ist eine Vogelart aus der Familie der Zaunkönige (Troglodytidae), die in Mexiko endemisch ist. Der Bestand wird von der IUCN als nicht gefährdet (Least Concern) eingeschätzt.

## Merkmale
Der Sinaloazaunkönig erreicht eine Körperlänge von etwa 11,8 bis 14,0 cm bei einem Gewicht von ca. 13,6 bis 19,8 g. Erwachsene Tiere haben einen weißen Überaugenstreif, an dem ein brauner Hinteraugenstreif angrenzt. Der untere Bereich der Wangen ist weiß mit dunklen Strichen. Die Nackenseiten sind schwarz und weiß gestreift. Die Oberseite ist generell matt braun und wird am Bürzel und den Oberschwanzdecken rötlicher. Die Steuerfedern sind rötlich braun mit ca. zehn schwarzen Binden. Die Flügeldecken sind matt braun, die großen Handdecken mit unklaren dunkel braunen Streifen, die mittleren Handdecken mit blassen Mittelstrichen oder Flecken, die teils dunkel gesäumt sind. Die Schwungfedern sind zimtbraun mit engen dunklen Streifen. Die Kehle und die Brust sind matt weiß, die Seiten der Brust blass bräunlich grau, was an den Flanken ins blass Braun übergeht. Die Unterschwanzdecken sind weiß mit schwarzen Binden. Die Augen sind haselnussbraun, der Oberschnabel mittel hornfarben, der Unterschnabel fast weiß mit schwarzer Spitze und die Beine blass rötlich braun. Beide Geschlechter ähneln sich im Aussehen. Jungtiere haben blasse Oberschwanzdecken und nur unauffällige Streifen. Der Überaugenstreif und Hinteraugenstreif ist weniger auffällig. Die Nackenseiten sind weiß und braun gestrichelt. Die Oberseitenfedern haben unauffällige gelbbraune Spitzen bzw. Endbinde.

## Verhalten und Ernährung
Zur Ernährung des Sinaloazaunkönigs gehören überwiegend Wirbellose. Allerdings ist seine Nahrung und seine Beute bisher nicht gut erforscht. Sein Futter sucht er am Boden und im Unterholz, meist weniger als zwei Meter über dem Boden. Nur gelegentlich begibt er sich in die Baumkronen in bis zu zehn Metern Höhe. Eventuell hat er sich seine Beute beim Durchstöbern des Blätterwerks. Seine genaue Beutestrategie ist nicht erforscht. Der Glückszaunkönig (Pheugopedius felix) bewegt sich in den gleichen Gebieten wie der Sinaloazaunkönig. Es scheint aber, dass der Sinaloazaunkönig innerhalb seiner Art, als auch gegenüber anderen Arten territorial agiert.

## Lautäußerungen
Der Gesang des Sinaloazaunkönigs ist laut und abwechslungsreich. Meist besteht er aus kräftigen Phrasen oder klaren gurgelnden Pfiffen, die von einer schnellen Serie mit kurzen Pfiffen unterbrochen wird. Oft werden individuelle Töne schnell wiederholt. Der Gesang kann als wei-wei-wei-wei wit wit wit wurrrrr, hu hu wi-tschu ho wei-tschua-tschua-tschua oder wei wei-wei tschu-i wit wit wit wit beschrieben werden. In Nayarit sind die Lieder als durchschnittlich 16-silbig erfasst worden, davon durchschnittlich 9 verschiedenen Silben pro Lied. Der Gesang ähnelt dem des Akazienzaunkönigs (Thryophilus pleurostictus). Das Weibchen singt unregelmäßig und dann nicht im Duett mit dem Männchen. Das Gesangsrepertoire des Weibchens ähnelt dem des Männchens, ist aber kürzer und klingt einfacher. Der Alarmruf des Sinaloazaunkönigs beinhaltet raue, lebhafte Raspeltöne, die wie tssschrr rrirr klingen, oder raue, schimpfende rar bzw. rahrr-Töne. Auch rree rree... und hartes Geschnatter kann man von ihm hören.

## Fortpflanzung
Der Brutsaison des Sinaloazaunkönigs ist von Mai bis Juli, also dem Ende der Trockensaison. Die Nester im Juli sind vermutlich Brüter, die ein Nest verloren haben, oder eine zweite Brut starten wollen. Das Nest hat eine geschlossene Struktur, in Form eines Beutels, eines Kolbens oder einer Retorte mit Tunneleingang. Das Nest hängt über einen Zweig oder dickeren Ast, wobei die Kugel auf einer Seite herunterhängt. Einige Nester wurden nur einen Meter entfernt von einem Wespennest der Gattung Polybia occidentalis entdeckt. Es wird aus Gras, Baumrindenraspeln, feinen Zweigen und ähnlichem Material gebaut. Der Eingang scheint normalerweise stark mit Wollbüscheln ausgelegt zu werden. Das Nest ist ca. 22 bis 25 cm lang und 10 bis 12 cm hoch und breit. Ein Gelege besteht aus vermutlich vier Eiern, doch fand man auch immer wieder Nester mit fünf Eiern. Die Eier sind bläulich weiß und haben keine Flecken. Information zur Brutzeit und Zeit, bis die Nestlinge flügge werden, sind nicht bekannt. Ein Bericht beschrieb, wie der Rotaugenkuhstärling (Molothrus aeneus) das Nest als Wirtsnest für seine Eier nutzte.

## Verbreitung und Lebensraum

Verbreitungsgebiet des Sinaloazaunkönigs

Der Sinaloazaunkönig bevorzugt das Unterholz von Laubwäldern und Waldrändern, Gestrüpp, Sekundärvegetation und Plantagen. Er kommt in den Höhenlagen von den Tiefebenen bis 2000 Metern vor. Gelegentlich soll der Sinaloazaunkönig im Süden Arizonas gesichtet worden sein.

## Migration
Es wird vermutet, dass der Sinaloazaunkönig ein Standvogel ist, doch könnten die gelegentlichen Vorkommen in Arizona auf Wanderbewegungen hinweisen.

## Unterarten
Es sind drei Unterarten bekannt:
- Thryophilus sinaloa cinereus Brewster, 1889[3] kommt im Nordwesten Mexikos vor. Die Unterart ist ähnlich wie die Nominatform, wirkt aber heller und grauer.[1]
- Thryophilus sinaloa sinaloa Baird, SF, 1864[4] ist im westlichen zentralen Mexiko verbreitet.
- Thryophilus sinaloa russeus Nelson, 1903 kommt im Südwesten Mexikos vor. Die Subspezies ähnelt ebenfalls der Nominatform doch ist das Gefieder dunkler und farblich kräftiger. Die Oberseite ist rußig braun, die Oberschwanzdecken zimtfarben rötlich.[1]

## Etymologie und Forschungsgeschichte
Die Erstbeschreibung des Sinaloazaunkönigs erfolgte 1864 durch Spencer Fullerton Baird unter dem wissenschaftlichen Namen Thryothorus sinaloa. Als Sammelgebiet des Typusexemplars gab er das nördliche Westmexiko an. Ebenfalls 1864 führte Spencer Fullerton Baird die für die Wissenschaft neue Gattung Thryophilus ein. Dieser Name leitet sich von »thryon θρυον« für »Schilfroh« und »philos, phileō φιλος, φιλεω« für »Liebender, Liebhaber, lieben« ab. Der Artname bezieht sich auf den mexikanischen Bundesstaat Sinaloa. »Cinereus« ist das lateinische Wort für »aschfarben, aschgrau« von »cinis, cineris« für »Asche«, »russeus« für »rötlich« von »russus« für  »rot, rostbraun«.